# Scolopia novo-guineensis
Scolopia novo-guineensis är en videväxtart som beskrevs av Otto Warburg. Scolopia novo-guineensis ingår i släktet Scolopia och familjen videväxter. Inga underarter finns listade i Catalogue of Life.